# Todd Helder
Frank Van den Eijkel, més conegut com a Todd Helder és un productor de música electrònica d'origen neerlandès afiliat a la discogràfica STMPD RCRDS fundada i dirigida per Martin Garrix.
Todd Helder va debutar a l'escena musical després de ser seleccionat com un dels guanyadors del concurs de remescles de la cançó "Alone" de Marshmello, l'any 2016. Després d'això, va començar a prendre's la producció musical més seriosament i després de 2 anys va publicar "I Need", als 19 anys a principis del mes de gener de 2018 sota el segell de Martin Garrix "STMPD RCRDS". El següent llençament va ser "Reckless", publicada sota el segell Trap Nation el mes de març del mateix any. "Ride It"," Pixel Love", "Alive" i "Smile" van ser també publicades al segells STMPD RCRDS i Trap Nation entre l'abril i l'octubre de 2018. El 16 d'octubre de 2018 va passar a formar part oficialment del grup de productors firmats sota el segell STMPD RCRDS i un mes més tard va llençar l'últim tema del 2018: "Worlds".
El 25 de gener de 2019 va publicar "Deeper" i a finals del mes d'abril, "Talking About Me". A mitjans de juliol va veure la llum "Trapped".
Després de més de mig any sense publicar cap nova cançó, el febrer de 2020 va publicar "NASA" conjuntament amb Cesqeaux. Al març es va publicar "Senses" amb Snavs a la discogràfica "Lowly.". Després d'un mes de l'últim llençament Helder va llençar "Closer" conjuntament amb Guy Arthur i TITUS a la discogràfica No Copyright Sounds (NCS).

## Actuacions en directe
Todd ha actuat poques vegades però en llocs molt importants per la música electrònica. L'any 2018 va tocar durant el festival Tomorrowland, al club eivissenc Ushuaïa Ibiza i al festival ADE (Amsterdam Dance Event).
Aquest any 2019 Todd Helder té més de 10 actuacions programades entre les quals repeteixen Tomorrowland i Ushuaïa Ibiza i s'afegeix Don't Let Daddy Know.

## Llançaments
| TÍTOL            | ARTISTES                       | ANY  | DISCOGRÀFICA        |
| ---------------- | ------------------------------ | ---- | ------------------- |
| I Need           | Todd Helder                    | 2018 | STMPD RCRDS         |
| Reckless         | Todd Helder                    | 2018 | Trap Nation         |
| Ride It          | Todd Helder                    | 2018 | STMPD RCRDS         |
| Pixel Love       | Todd Helder                    | 2018 | Trap Nation         |
| Smile            | Todd Helder                    | 2018 | STMPD RCRDS         |
| Alive            | Todd Helder                    | 2018 | STMPD RCRDS         |
| Worlds           | Todd Helder                    | 2018 | STMPD RCRDS         |
| Deeper           | Todd Helder                    | 2019 | STMPD RCRDS         |
| Talking About Me | Todd Helder                    | 2019 | STMPD RCRDS         |
| Trapped          | Todd Helder                    | 2019 | STMPD RCRDS         |
| NASA             | Cesqeaux, Todd Helder          | 2020 | STMPD RCRDS         |
| Senses           | Snavs, Todd Helder             | 2020 | Lowly.              |
| Closer           | Todd Helder, Guy Arthur, TITUS | 2020 | No Copyright Sounds |
| Feel Alive       | Todd Helder                    | 2020 | STMPD RCRDS         |
| Never Stop       | Todd Helder                    | 2020 | No Copyright Sounds |

| NOM        | ARTISTES | ANY  | DISCOGRÀFICA |
| ---------- | -------- | ---- | ------------ |
| Not Afraid | HL:DR    | 2018 | STMPD RCRDS  |

| NOM                       | ARTISTES              | ANY  | DISCOGRÀFICA |
| ------------------------- | --------------------- | ---- | ------------ |
| Alone (Todd Helder Remix) | Marshmello            | 2016 | -            |
| Ocean (Todd Helder Remix) | Martin Garrix, Khalid | 2018 | STMPD RCRDS  |